# Al Alburquerque
Pour les articles homonymes, voir Albuquerque (homonymie).
Alberto José Alburquerque (né le 10 juin 1986 à San Pedro de Macorís, République dominicaine) est un lanceur de relève droitier de la Ligue majeure de baseball.

## Carrière

### Tigers de Détroit
Al Alburquerque signe son premier contrat professionnel en 2003 avec les Cubs de Chicago. Alors qu'il évolue toujours en ligues mineures, Alburquerque est échangé par les Cubs aux Rockies du Colorado en retour du joueur de champ intérieur Jeff Baker. La transaction a lieu le 2 juillet 2009. Devenu agent libre sans atteindre la Ligue majeure avec Colorado, le lanceur droitier rejoint les Tigers de Detroit le 19 novembre 2010.

#### Saison 2011

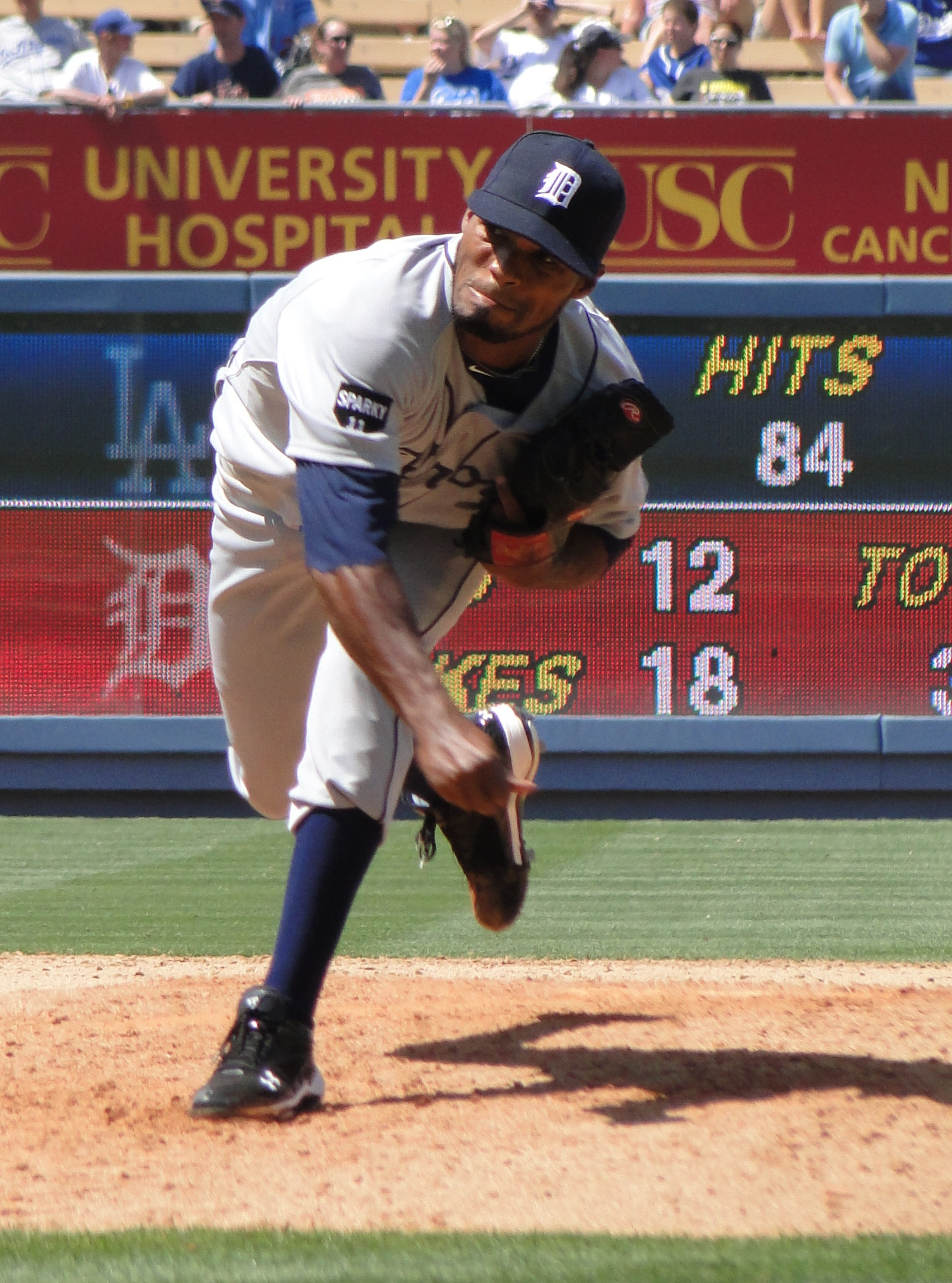
Al Albuquerque lançant en 2011 pour les Tigers.

Alburquerque fait ses débuts dans les majeures le 15 avril 2011 avec les Tigers. Lançant en relève contre les Athletics d'Oakland, il passe deux manches au monticule à cette première sortie, et n'accorde aucun point tout en retirant sur des prises trois frappeurs adverses. Albuquerque reçoit sa première victoire dans les majeures le 24 mai sur les Rays de Tampa Bay. Il remporte six matchs et n'en perd qu'un en 41 parties jouées, toutes comme lanceur de relève, pour les Tigers de 2011. Il présente une excellente moyenne de points mérités de 1,87 en 43 manches et un tiers lancées, au cours desquelles il enregistre 67 retraits sur des prises. Il apparaît en relève dans quatre parties de séries éliminatoires.

#### Saison 2012
Après la saison 2011, les médecins découvrent que le lanceur souffre d'une fracture de stress au coude droit et recommandent une opération au cours de laquelle une vis est insérée dans son olécrane. Par conséquent, il ne lance que 8 matchs pour les Tigers en 2012, une année qu'il passe surtout en convalescence. Il réussit 18 retraits sur des prises dans les 13 manches et un tiers qu'il lance cette année-là au niveau majeur, n'accordant qu'un seul point mérité. Il accompagne Détroit dans un nouveau périple en séries éliminatoires. Il remporte une victoire en Série de divisions face aux Athletics d'Oakland et fait une présence au monticule dans la Série mondiale 2012, que les Tigers perdent aux mains des Giants de San Francisco.

#### Saison 2013
De retour pour une saison complète en 2013, Albuquerque est amené au monticule 53 fois par Détroit en saison régulière mais sa moyenne de points mérités est élevée. Elle atteint 4,59 en 49 manches lancées, avec cependant 70 retraits sur des prises. Il remporte 4 matchs contre 3 défaites. Sa seule présence dans la Série de divisions 2013 contre Oakland se solde par une défaite puisqu'il est responsable du coureur qui marque le point décisif dans une victoire de 1-0 des Athletics lors du 2e match. En revanche, Albuquerque lance dans chacun des 6 matchs de la Série de championnat, n'accordant qu'un point aux Red Sox de Boston, qui finissent par triompher des Tigers.

#### Saison 2014
Un des rares releveurs de qualité dans l'enclos des Tigers en 2014, Albuquerque offre une moyenne de points mérités de 2,51 en 57 manches et un tiers lancées lors de 72 sorties. Il réalise son premier sauvetage en carrière, remporte trois victoires et encaisse une défaite.

### Saison 2015
Sa moyenne de points mérités gonfle à 4,21 en 62 manches lancées lors de 67 sorties pour Détroit en 2015. Il quitte les Tigers avec une moyenne de points mérités de 3,20 en 5 saisons et 225 manches lancées au total.

### Angels de Los Angeles
Le 19 janvier 2016, Albuquerque signe avec les Angels de Los Angeles un contrat d'une saison à 1,1 million de dollars, auquel sont asujetties diverses primes liées aux performances. 

### Royals de Kansas City
En 2017, Albuquerque évolue pour les Royals de Kansas City.